# 關於艾維斯·普里斯萊的陰謀論
有說法認為「貓王」艾維斯·普里斯萊在1977年並未死亡，但由於各種原因選擇藏匿身份並且仍然存活著，這種說法在Gail Brewer-Giorgio和一些作家的書中被推廣。1980年代後期，甚至有部分人聲稱在艾維斯死後親眼見過他。 在1980年代末期，在密歇根州卡拉馬朱宣稱發生了一起目擊事件。諸如此類的報導引起許多公眾的嘲笑，並且成為部分幽默的出版物如《世界新聞周報》的報導題材。
比爾·比克斯比曾經主持了兩個特別電視節目的題材調查：《貓王文件》（The Elvis Files） （1991年） 和《貓王的陰謀論》（The Elvis Conspiracy）（1992年）。